# Dewinska reka
Dewinska reka (bułg. Девинска река) – rzeka w Zachodnich Rodopach, w Bułgarii.
Dewinska reka swój początek bierze od Begliszkiej reki, natomiast uchodzi do Wyczy blisko Dewinu. Rzeka ma 51,4 km długości, średni przypływ 5,274 m³/s i powierzchnię dorzecza o wielkości 427 km². Tworzy przełom w Rodopach. Na rzece zostały zbudowane takie zbiorniki retencyjne, jak Beglika, Golam Beglik i Toszkow czark. W rzece występują pstrągi, brzany, leszcze. Dawniejsza nazwa rzeki do 1942 roku to Damła dere. Dzisiejsza nazwa pochodzi od największej miejscowości, przez którą przepływa – Dewinu.